# Hasan Kacić
Hasan Kacić (Ragusa, 29 luglio 1976) è un allenatore di calcio ed ex calciatore croato, di ruolo centrocampista.

## Carriera

### Allenatore
Nel gennaio 2021 prende le redini del GOŠK Dubrovnik per poi, nell'agosto dello stesso anno, venir sostituito da Frane Lojić.